# Darłowiec
Darłowiec (niem. Rügenwalde Forst) – mała osada w Polsce położona w województwie zachodniopomorskim, w powiecie sławieńskim, w gminie Darłowo.
Według danych z 28 września 2009 roku osada miała 12 stałych mieszkańców.
W latach 1975–1998 miejscowość położona była w województwie koszalińskim.
W miejscowości był przystanek kolejowy Darłowiec.